# NUKAT
Catálogo Central Universal Nacional, (NUKAT) é um catálogo central de algumas bibliotecas científicas e acadêmicas polonesas. Lançado em 2002. Contém descrições de vários tipos de publicações: livros, revistas, gravações sonoras, cópias musicais, filmes, documentos cartográficos e iconográficos ou documentos da vida social. Atualmente, inclui as coleções de 185 bibliotecas (em 25 de outubro de 2022). Também é realizada a retroconversão de descrições de documentos emitidos antes de 2002. O site foi listado no ranking Alexa em 1.097.878 (em 21 de dezembro de 2021).